# NGC 4791
NGC 4791 (другие обозначения — MCG 1-33-21, ZWG 43.60, NPM1G +08.0304, PGC 43950) — линзообразная галактика с перемычкой (морфологический тип по Вокулёру SAB(rl)0+) в созвездии Девы. Открыта Альбертом Мартом в 1865 году.
Этот объект входит в число перечисленных в оригинальной редакции «Нового общего каталога».
В центре галактики наблюдается замкнутое кольцо-линза, ввиду чего в её классификацию введён элемент (rl). Наблюдаемые большая и малая оси кольца-линзы в проекции на небесную сферу составляют 0,32′ и 0,18′, соответственно (если бы галактика была обращена к нам плоскостью диска, то эти величины составляли бы соответственно 0,33′ и 0,25′). В галактике наблюдается также слабо выраженная перемычка, у которой большая и малая оси в проекции на небесную сферу составляют соответственно 0,21′ и 0,14′ (депроецированные оси: 0,23′ и 0,17′)
Галактика обладает активным ядром типа LINER (в его спектре наблюдаются эмиссионные линии элементов в низких степенях ионизации). 